# ماتسویی
ماتسویی (انگلیسی: Matsui) شرکت خدمات مالی ژاپنی است، که در سال ۱۹۳۱ تأسیس شد.